# Maisnil
Maisnil ist eine französische Gemeinde mit 257 Einwohnern (Stand 1. Januar 2022) im Département Pas-de-Calais in der Region Hauts-de-France. Sie gehört zum Arrondissement Arras, zum Kanton Saint-Pol-sur-Ternoise und zum Gemeindeverband Ternois.

## Lage
Die Gemeinde Maisnil liegt im Artois, 24 Kilometer westnordwestlich von Arras. Nachbargemeinden von Maisnil sind Saint-Michel-sur-Ternoise im Norden, Roëllecourt im Nordosten, Foufflin-Ricametz im Osten, Ternas im Südosten, Neuville-au-Cornet im Süden, Hautecloque und Buneville im Südwesten sowie Herlin-le-Sec im Westen.

## Bevölkerungsentwicklung
| Jahr                       | 1962 | 1968 | 1975 | 1982 | 1990 | 1999 | 2006 | 2012 | 2022 |
| -------------------------- | ---- | ---- | ---- | ---- | ---- | ---- | ---- | ---- | ---- |
| Einwohner                  | 221  | 205  | 209  | 207  | 239  | 244  | 243  | 256  | 257  |
| Quellen: Cassini und INSEE |      |      |      |      |      |      |      |      |      |

## Sehenswürdigkeiten

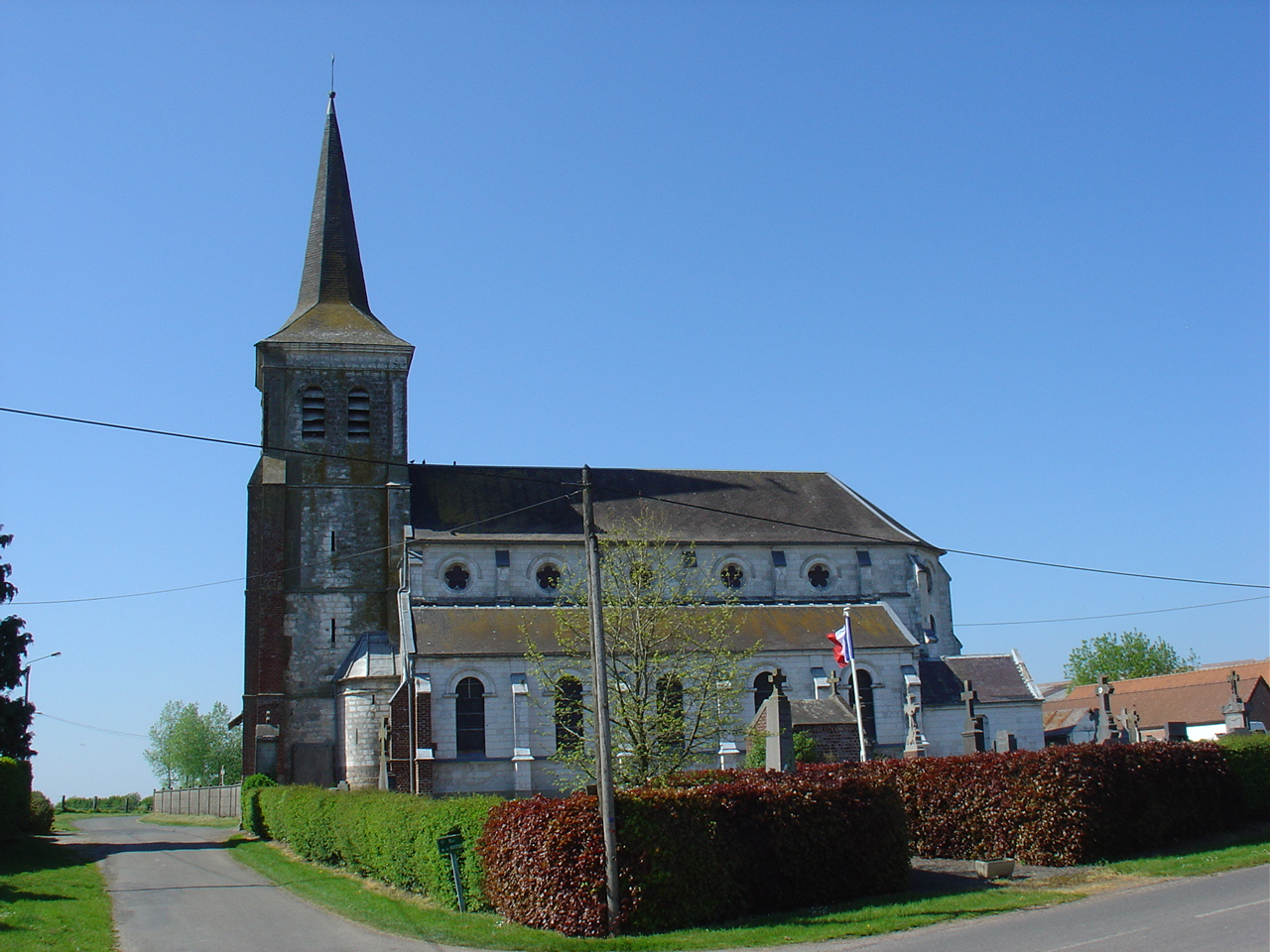
Kirche Saint-Adrien
- Wasserturm

- Kirche Saint-Adrien